# 443
443 (CDXLIII) fue un año común comenzado en viernes del calendario juliano, en vigor en aquella fecha.
En el Imperio romano, el año fue nombrado el del consulado de Máximo y Paterio, o menos comúnmente, como el 1196 Ab urbe condita, adquiriendo su denominación como 443 a principios de la Edad Media, al establecerse el anno Domini.

## Acontecimientos
- Los burgundios crean un reino en las orillas del Ródano.
- Atila destruye Naiso.
- Fin del movimiento Bagauda en el medio Ebro y Navarra.